# 表演

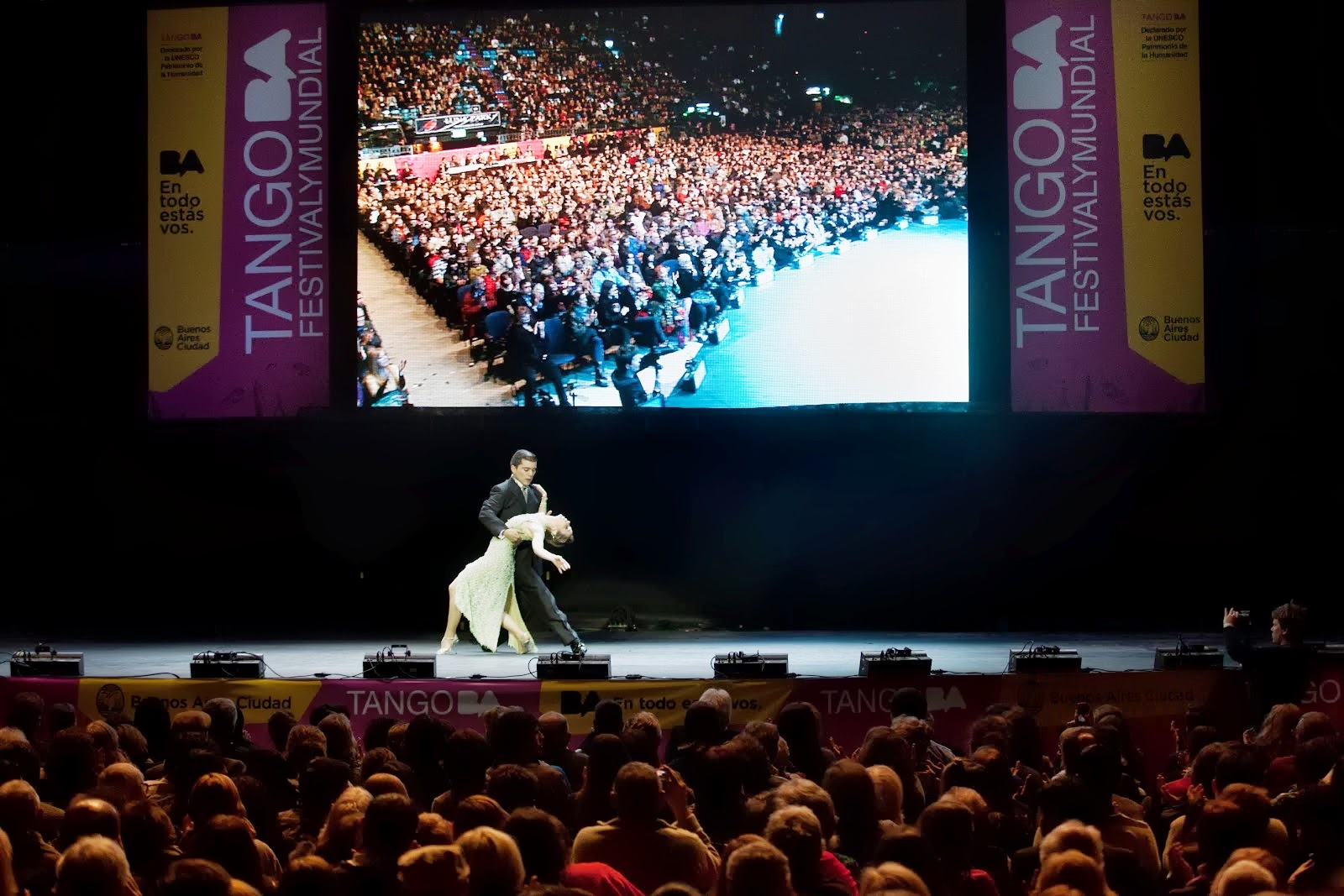
表演

表演主要指表演者利用技藝或專長來傳達具體的事件或非具體的意象，以達到藝術或是娛樂的目的。這裡所指的技藝或專長包含肢體動作（人或是動物）、聲音（如廣播）等等。由於在強調傳達的動作，因此不侷限於任何特定的媒介或型式。